# Kamenná Poruba (Prešov)
|  | No s'ha de confondre amb Kamenná Poruba (Žilina). |

Kamenná Poruba és un poble i municipi d'Eslovàquia. Es troba a la regió de Prešov, al nord del país.

## Història
La primera referència escrita de la vila data del 1402.

## Demografia
| Godina             | 1994 | 2004    | 2014    | 2024    |
| ------------------ | ---- | ------- | ------- | ------- |
| Nombre de persones | 969  | 1160    | 1332    | 1727    |
| Diferència         |      | +19,71% | +14,82% | +29,65% |

| Godina             | 2023 | 2024   |
| ------------------ | ---- | ------ |
| Nombre de persones | 1660 | 1727   |
| Diferència         |      | +4,03% |